# القانون الكنسي للكنيسة الكاثوليكية

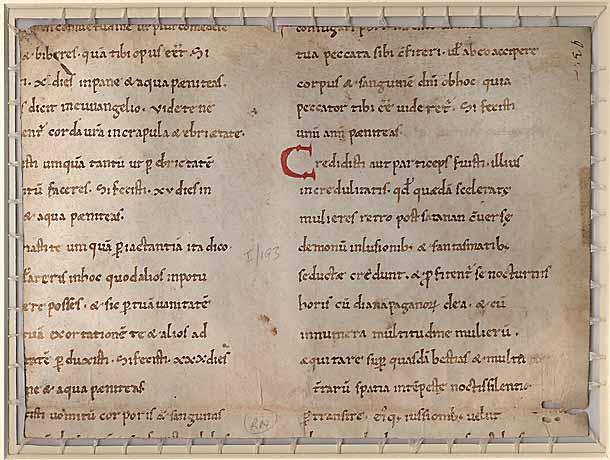
صورة لصفحة من القانون الكنسي للكنيسة الكاثوليكيّة تعود للقرن الثالث عشر.

القانون الكنسي للكنيسة الكاثوليكية هو نظام من القوانين والمبادئ القانونية التي تطبّق من قبل السلطات الهرمية للكنيسة الرومانية الكاثوليكية لتنظيم تنظيمها الخارجي والحكومي والنظام هذه القوانين عبارة عن قواعد ملزمة والتي تحكم علاقات الأفراد ومعاملاتهم، والتي تخضع للمصادر الكنسية الكاثوليكية ولا تنصرف فقط إلى مسائل الأحوال الشخصية (من زواج وتفريق وغيره من مسائل الأحوال الشخصية) لكن أيضًا إلى تطبيق المصادر الكاثوليكية الكنسية المعترف بها والمعتمدة والنابعة من سلطة الباباوات في جل معاملات المخاطبين بالقانون الكنسي في حالات عامة أو خاصة. يُعد القانون الكنسي الكاثوليكي أول نظام قانوني غربي حديث، وأقدم نظام قانوني يعمل بشكل مستمر في العالم الغربي.
بشكل عام تعتبر الكنيسة الكاثوليكية الأكثر تطويرًا للعقائد المسيحية من خلال دراسة خلفية النص بدلاً من حرفيته، على عكس بعض الكنائس البروتستانتية التي تنحو نحو التفسير الحرفي للكتاب المقدس بفرض سلسة من الشرائع كالقيود على الطعام وختان الذكور الذي تفرضه أيضًا كنيسة التوحيد الأرثوذكسية الإثيوبية والكنيسة القبطية الأرثوذكسية.
القانون الكنسي للكنيسة الكاثوليكية قد وضعته الكنيسة الكاثوليكية لتنظيم ومراقبة حقوق وواجبات أعضائها. ومثل ذلك كان مرتبطًا بشكل مباشر مع القانون المدني، حيث أن القانون المدني ممثل لسلطة الإمبراطور، والذي كان أيضًا مرتبط ارتباطًا مباشرًا مع القانون الكنسي والقانون الروحي الذي يمثل السلطة البابوية. المحاكم كانت منفصلة: نظام مدني وكنسي. بعض السلطات القضائية كان فيها تداخل. بحلول القرن الحادي عشر من خلال جهود غريغوري السابع، نجحت الكنيسة بتأسيس واعلان نفسها بأنها «كيان مستقل من الناحية القانونية والسياسية داخل المسيحية الغربية». مما أتاح للكنيسة قوة سياسية وتأثير كبير على المجتمع الغربي؛ وكانت قوانين الكنيسة وتشريعاتها القانون النافذ ويمتد تأثيرها إلى السلطات القضائية وحياة والشعوب في جميع أنحاء أوروبا، مما أتاح لها سلطة بارزة. ومن خلال نظام المحاكم الخاص بها، احتفظت الكنيسة الولاية على جوانب كثيرة من الحياة العادية، بما في ذلك الميراث، والتعليم، والوعود شفوية، وخطاب القسم، والجرائم الأخلاقية، والزواج. وباعتبارها واحدة من أقوى المؤسسات في العصور الوسطى، فقد انعكست المواقف الكنيسة على القوانين العلمانية الحديثة.
تحتوي المحاكم الكنسيّة على جميع العناصر العادية من النظام القانوني: وهي القوانين والمحاكم والمحامين والقضاة والمدونة القانونية، والتي تتضمن مبادئ التفسير القانوني، والعقوبات القسرية علمًا أنها تفتقر إلى القوة الملزمة مدنيًا في معظم الولايات القضائية العلمانية. الدرجات الأكاديمية في القانون الكنسي تشمل بكالوريوس في القانون الكنسي والتي تؤخذ عادة باعتبارها شهادة جامعية، والليسانس في القانون الكنسي والدكتوراة في القانون الكنسي. وتقدّم الجامعات الحبريّة والكاثوليكية تمنح درجات علمية خاصًة في الدراسات الدينية والقوانين الكنسيّة الكاثوليكيّة.